# Chórezmská říše
Chórezmská, chorezemská nebo chorasánská říše (známá také jako Říše chórezmských šáhů, persky خوارزمشاهیان‎ nebo běžně říše Chórezmských Turků) byla muslimským státem s proměnlivým územním rozsahem, jehož jádrem byl region Chórezm ležící v blízkosti Aralského jezera na pomezí dnešního Turkmenistánu a Uzbekistánu. V době svého rozmachu pokrývalo její území celý Turkmenistán, téměř celý Írán a Uzbekistán, části Afghánistánu, Ázerbájdžánu, Kyrgyzstánu, Tádžikistánu, Kazachstánu a ruského Dagestánu. Říše byla osídlena převážně kvarosmanskými Turky, kterým vládli turečtí mamlúci, kteří byli vyznáním sunnitskými muslimy. Mamlúci vládli nejprve jako vazalové seldžucké říše a později v 11. století jako nezávislí vládci. Vládnoucí dynastii založil Anúštigin Gharčaí, bývalý otrok seldžuckých sultánů. Jeho syn Kutbuddín Muhammad se dědičně stal prvním chórezmským šáhem. Říše existovala až do roku 1220, kdy ji vyvrátila invaze Mongolů.

## Historie

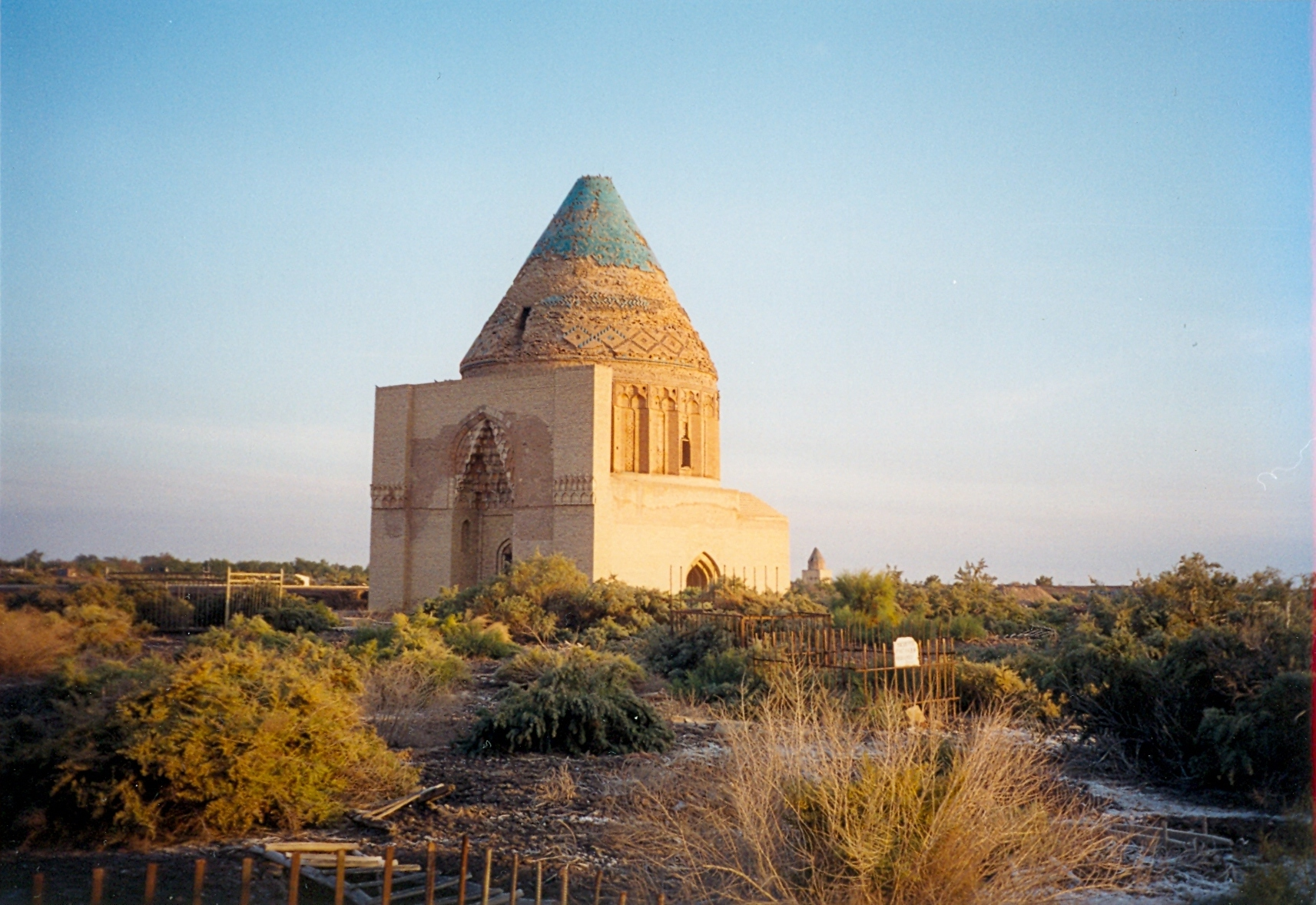
Mauzoleum Sultána Šáha (vládl v letech 1172–1193) v Kuňja-Urgenči

Datum založení chórezmského státu je nejasný. Chórezm byl v letech 992-1041 provincií ghaznovské říše. Roku 1077 se chórezmským guvernérem stal bývalý selžucký otrok Anúštigin Gharčaí, který zemi spravoval ve jménu seldžucké říše. Roku 1141 byl seldžucký sultán Ahmed Sendžer poražen karakitánským chanátem a vnuk Anúštigina Gharčaího byl donucen uznat chánovu svrchovanost.
Roku 1156 byl sultán Ahmed Sendžer zavražděn a seldžucký stát se ponořil do chaosu. Chorézmané toho využili a rozšířili svá území jižním směrem. Roku 1194 byl poslední sultán jednotné seldžucké říše Tugrul-beg III. zabit chórezmským vládcem Aláuddínem Tekišem, který se také vysvobodil z vlivu Karakitánského chanátu. Když roku 1200 Tekiš zemřel, stal se jeho nástupcem jeho syn Aláuddín Muhammad, který dobyl většinu území původně patřící seldžucké říši a následně se prohlásil šáhem (perský titul pro krále). Roku 1212 šáh porazil gurchána (kagan) Kutluka zahájil ofenzivu proti jeho karakitánskému chanátu, jehož území zakrátko ovládl. Chórezmská říše v té době ovládala prostor od řeky Syrdarja a téměř všechny cesty vedoucí do Bagdádu a od Kaspického moře k řece Indus na východě.
Roku 1218 odeslal Čingischán své emisary k chórezmskému šáhovi. Ale když ten nechal mongolské vyslance popravit, čímž se Mongolům otevřeně postavil na odpor, Čingischán okamžitě vtrhl do země. Mongolové následně dobyli Bucharu, Samarkand i chórezmské hlavní město Kunya-Urgench. Šáhovi se sice podařilo před Mongoly uprchnout, nedlouho poté však zemřel na jednom ostrově v Kaspickém moři.
Syn zemřelého Aláuddína Muhammada Džaláluddín Manguberdí se stal novým chórezmským sultánem (čímž opustil titul šáh), se pokusil uprchnout do Indie. Mongolové ho však dostihli a jeho vojsko rozdrtili v bitvě u řeky Indus. Džaláluddínovi nástupci prchli do Arménie, odkud zahájili útoky na území ikonyjského sultanátu. Sám Džaláluddín Manguberdí roku 1230 u Yassıçimenu vybojoval rozhodného vítězství nad sultánem Aláuddínem Kejkubádem. Sám byl však o rok později zavražděn kurdským zabijákem.

## Žoldnéři
Mnoho kvarismedských Turků, kteří přežili invazi Mongolů uprchlo ze své země. Manguberdího soukmenovci zůstali věrni svému sultánovi, se kterým podnikali válečné výpravy na území Džezíry, Sýrie i na selžucká teritoria. Velké skupiny se poté živili jako žoldnéři v severní Džezíře. Část chórezemského vojska také přešlo na stranů Mongolů, ale také obrovská vojenská skupina odešla samostatně na Blízký východ. Tato armáda se potulovala Sýrií a živila se drancováním a příležitostnými žoldnéřskými pracemi pro místní muslimské vládce. Ajjúbovský sultán Egypta si Chórezemce najal proti svému strýci as-Sálihu Ismaílovi. 23. srpna roku 1244 tato tlupa v žoldu Egypta dobyla Jeruzalém, který dokonale vydrancovala a poté v bitvě u Ajn Džalút po boku Egypťanů rozdrtila mongolská vojska a v říjnu téhož roku tato aliance porazila u Gazy rytířská vojska Jeruzalémského království.
Zbývající kvarismanští Turci sloužili Egyptu i za pozdější vlády mamlúků. Ti chórezemské oddíly nasadili proti damašskému sultánovi, se kterým byl Egypt ve sporu již od smrti Saladina a následné války mezi jeho dědici. V této válce postupně chórezemské oddíly utrpěly nenahraditelné ztráty, a tak byli Chorézmané postupně zcela vyhlazeni.